# Pulitzer-Preis 1962
Der Pulitzer-Preis 1962 war die 46. Verleihung des renommierten US-amerikanischen Literaturpreises. Es wurden Preise in 14 der 15 Kategorien im Bereich Journalismus und dem Bereich Literatur, Theater und Musik vergeben.
Erstmals wurde ein Preis in der neugeschaffenen Kategorie Sachbuch (General Nonfiction) vergeben.
Die Jury des Pulitzer-Preises bestand aus 15 Personen, unter anderem Joseph Pulitzer, Enkel des Pulitzer-Preis-Stifters und Herausgeber des St. Louis Post-Dispatch und Grayson Kirk, Präsident der Columbia-Universität.

## Preisträger
| Kategorie                                                                     | Preisträger                                                 | Begründung |
| ----------------------------------------------------------------------------- | ----------------------------------------------------------- | --- |
| Dienst an der Öffentlichkeit (Public Service)                                 | Panama City News-Herald                                     | Preis verliehen für die dreijährige Antikorruptionskampagne, die zu Reformen in Panama City und im Bay County führte.                                                |
| Lokale Berichterstattung, zeitnahe Ausgabe (Local Reporting, Edition Time)    | Robert D. Mullins, Deseret News                             | Preis verliehen für die Berichte über einen Mörder und Entführer im Dead Horse Point State Park.                                                                     |
| Lokale Berichterstattung, ohne Ausgabezeit (Local Reporting, No Edition Time) | George Bliss, Chicago Tribune                               | Preis verliehen für die Aufdeckung des Skandals im Metropolitan Sanitary District im Großraum Chicago.                                                               |
| Berichterstattung im Inland (National Reporting)                              | Nathan G. Caldwell und Gene S. Graham, Nashville Tennessean | Preis verliehen für die Offenlegung nach sechsjähriger Berichterstellung über die Zusammenarbeit von Steinkohleunternehmen und der Gewerkschaft United Mine Workers. |
| Auslandsberichterstattung (International Reporting)                           | Walter Lippmann, New York Herald Tribune Syndicate          | Preis verliehen für sein Interview mit dem sowjetischen Regierungschef Nikita Sergejewitsch Chruschtschow.                                                           |
| Leitartikel (Editorial Writing)                                               | Thomas M. Storke, Santa Barbara News-Press                  | Preis verliehen für die Leitartikel über die Arbeit der halbgeheimen rechten John Birch Society.                                                                     |
| Karikatur (Editorial Cartooning)                                              | Edmund S. Valtman, The Hartford Times                       | Preis verliehen für die Karikatur mit dem Titel TWhat You Need, Man, Is a Revolution Like Mine.                                                                      |
| Fotografie (Photography)                                                      | Paul Vathis, Associated Press                               | Preis verliehen für die Fotografie Serious Steps. |

| Kategorie                                                   | Preisträger                                                                               |
| ----------------------------------------------------------- | ----------------------------------------------------------------------------------------- |
| Belletristik (Fiction)                                      | The Edge of Sadness von Edwin O’Connor                                                    |
| Theater (Drama)                                             | How to Succeed in Business Without Really Trying von Frank Loesser und Abe Burrows        |
| Geschichte (History)                                        | The Triumphant Empire: Thunder-Clouds Gather in the West 1763–1766 von Lawrence H. Gipson |
| Biographie oder Autobiographie (Biography or Autobiography) | nicht vergeben                                                                            |
| Dichtung (Poetry)                                           | Poems von Alan Dugan                                                                      |
| Sachbuch (General Nonfiction)                               | The Making of the President 1960 von Theodore H. White                                    |
| Musik (Music)                                               | The Crucible von Robert Ward                                                              |